# Ventura (Kalifornien)
Ventura (ursprünglich San Buenaventura) ist eine Stadt im US-Bundesstaat Kalifornien und Verwaltungssitz von Ventura County. Sie hatte 2020 insgesamt 110.763 Einwohner auf einer Fläche von 84,6 km².

## Lage
Ventura liegt zwischen Malibu und Santa Barbara direkt am Pazifischen Ozean. Von der Stadt aus blickt man auf die Kanalinseln Anacapa sowie Santa Cruz, die etwa 30 km vor der kalifornischen Küste liegen.
Ventura ist erreichbar über die U.S. Route 101 sowie die State Routes 33 und 126.

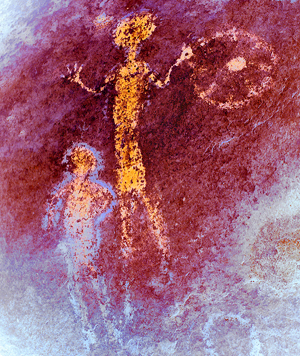
Steinmalerei der Chumash

## Geschichte
Es wird angenommen, dass um das Jahr 1000 Shishalop Village dem Indianer-Stamm der Chumash als Hauptort dieser Gegend fungierte. Der Ort lag direkt an der Küste, am Ende der heutigen Figueroa Street. Die lokalen Chumash, auch „Shell bead people“ (deutsch: Muschelgeldmenschen) genannt, waren ein friedvolles Volk, die mit Jagen, Fischen und Ernteanbau ihren Lebensunterhalt erwarben. Mit Kanus ruderten sie in ihre Reviere vom Festland zu den Channel Islands sowie nördlich und südlich entlang der Küste. Nennenswert sind hier die Inseln Santa Rosa Island, San Miguel Island und Santa Cruz Island.
1542 legte der Entdecker Juan Rodríguez Cabrillo mit seiner Mannschaft den Anker an der Küste zum heutigen Point Mugu. Er bezeichnete diese Gegend als „Das Land der ewigen Sommer“. 1543 bei der Erkundung der Insel San Miguel brach sich Cabrillo nach einem Sturz den Arm. Infolgedessen starb er an Wundbrand. Es wird behauptet, dass er auf der Insel begraben wurde. Seine Grabstätte wurde jedoch bis heute nicht gefunden.
Die Geschichte von Ventura in der Neuzeit begann am Ostersonntag, dem 31. März 1782, als der spanische Franziskanermissionar von Mallorca, Junípero Serra, der maßgeblich an der Gründung der spanischen Missionsstationen in Alta California beteiligt war, sich hier niederließ. Hier gründete er seine neunte Mission, die Mission San Buenaventura, benannt in Anlehnung an den Heiligen Bonaventura, einen Philosophen und Theologen der Scholastik, Generalminister der Franziskaner und Kardinal von Albano. Er richtete ein kleines Holzkreuz auf und feierte seine erste Messe.

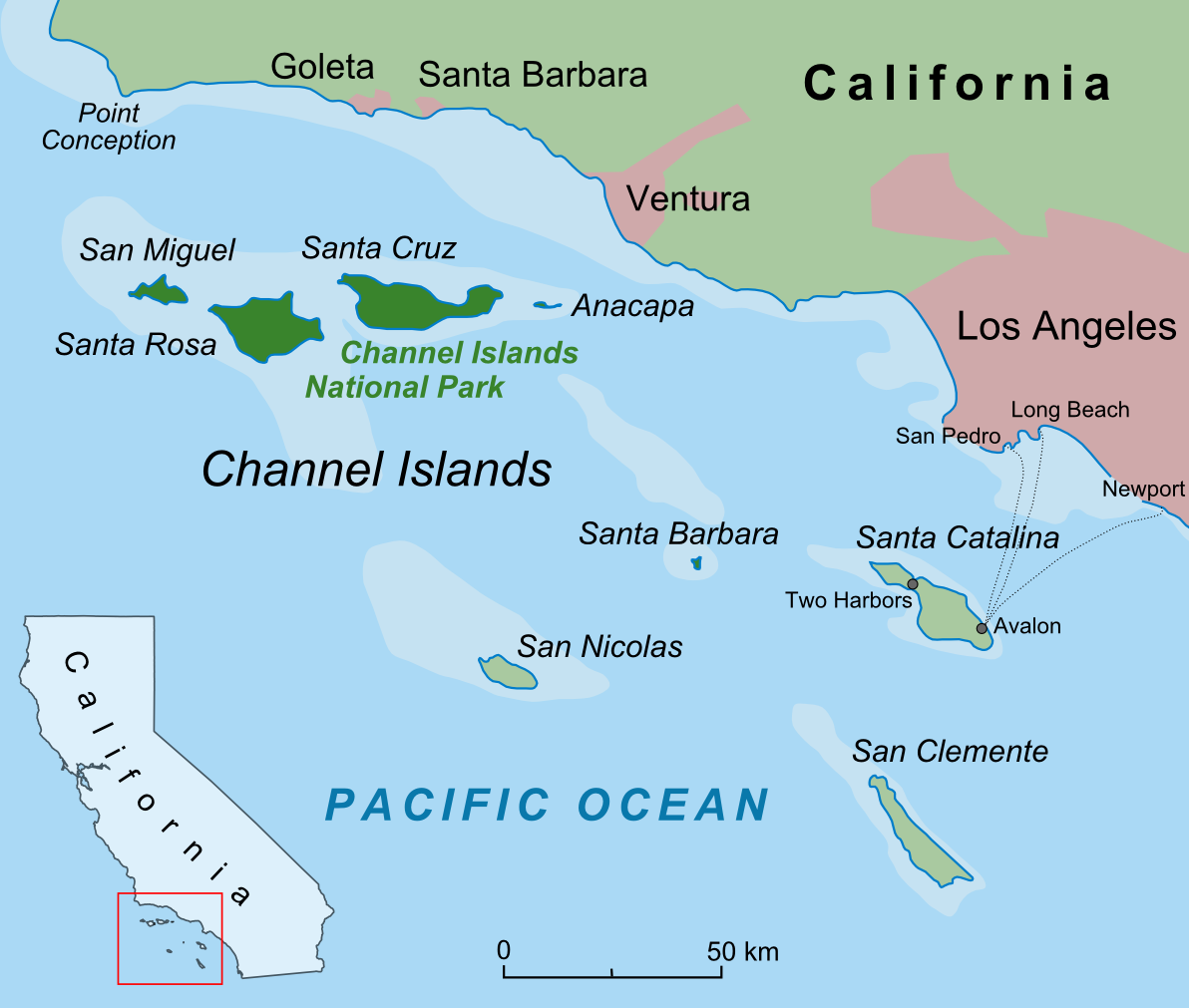
Karte der Kanalinseln

1793 zerstörte ein Feuer die erste Kirche Venturas.
1812 zwang ein größeres Erdbeben die Geistlichen und das für sie arbeitende Indianervolk, sich ins Landesinnere zurückzuziehen. Der spanische Missionar und Pater José Francisco de Paula Señan sagte zur Begründung, „[…] das Meer sei durch die Beben so aufgewühlt worden, dass das Risiko bestand, dass unsere Mission vom Wasser zerstört werden könnte […]“. Es wurden provisorische kleine Hütten entlang des Ventura River gebaut, flussaufwärts Richtung Ojai, dem heutigen Casitas Springs, um die Mission aufrechtzuerhalten.
1841 wurde die Rancho San Miguel, notariell beurkundet, Raimundo Olivas zugesprochen. Er baute damals auf diesem Grundstück, das 19 km² umfasste, die prunkvollste Hazienda südlich von Monterey, am Flussufer des Santa Clara River.
Ab 1865 besiedelten immer mehr chinesische Immigranten Ventura. Sie waren maßgeblich als Arbeiter am Bau des kalifornischen Schienennetzes beteiligt. In Ventura entstand nach und nach die China Alley an der Figueroa Street. Hier befanden sich zur damaligen Zeit Tempel, Teehäuser, sowie die berüchtigten chinesischen Spielhallen. Die chinesische Minderheit hatte sogar ihre eigene Feuerwehr. Um 1870 wurden antichinesische Ressentiments laut und verscheuchten die ansässige chinesische Gesellschaft mehr und mehr aus der Figueroa Street. Um 1920 wurden die letzten Häuser der chinesischen Siedler vom wütenden Mob niedergebrannt.
1866 wurde San Buenaventura amtlich als Teil von Santa Barbara County inkorporiert. Die ersten Stadtratsversammlungen wurden in spanischer Sprache abgehalten, welche die vorherrschende Sprache dieser Zeit und Gegend war. Die Versammlungen fanden statt im damaligen Spear’s Saloon (im heutigen italienischen Restaurant Capriccio).

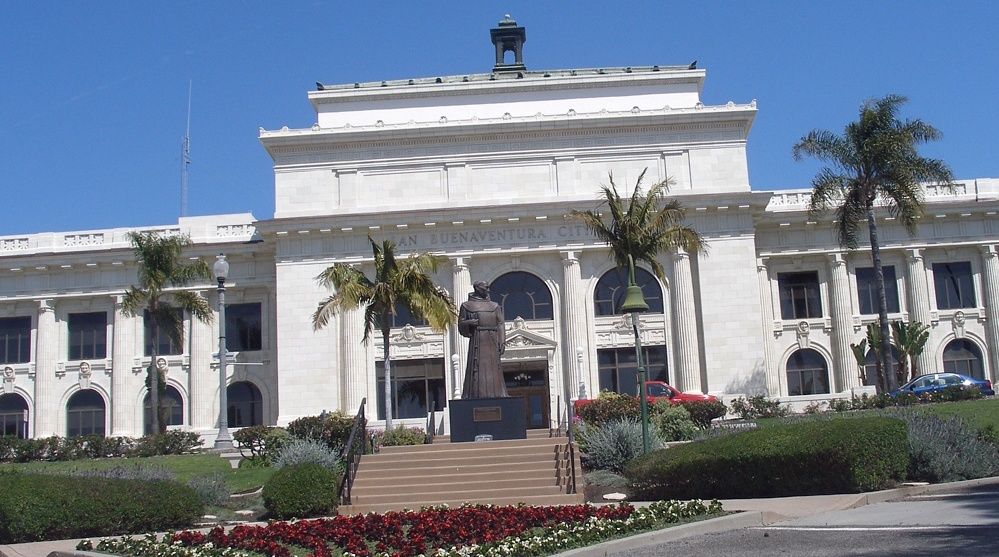
City Hall (Rathaus) von Ventura

1872 wurde der erste und zudem wichtige Anlegeplatz für Schiffe errichtet. Vor der Errichtung dieses Piers mussten die Einwohner mit kleinen Booten zu den Schiffen paddeln, um Lebensgüter in Empfang zu nehmen.
Ventura wurde 1873 County Seat, nachdem sich die beiden Countys Santa Barbara und Ventura in eigenständige Countys aufteilten. Im gleichen Jahr wurde das erste Gerichtsgebäude gebaut. Ebenfalls entstand die erste öffentliche Bibliothek sowie die erste Bank.
1887 wurde der erste Zug mit einer großen Feierveranstaltung im Ventura Depot in der Front Street empfangen. Gerüchten zufolge soll San Buenaventura zu Ventura umbenannt worden sein, weil San Buenaventura zu lang war, um auf die Fahrkarten gedruckt zu werden. Heute ist das ehemalige Bahnhofsgrundstück ein verlassenes Areal mit Blick auf den Pazifik.
1890 wurde in Ventura das Energieunternehmen Unocal (Abkürzung für: Union Oil Company of California) gegründet, mit Thomas Robert Bard als Präsidenten. Bard wurde von 1900 bis 1905 Repräsentant, der den US-Bundesstaat Kalifornien im US-Senat vertrat.

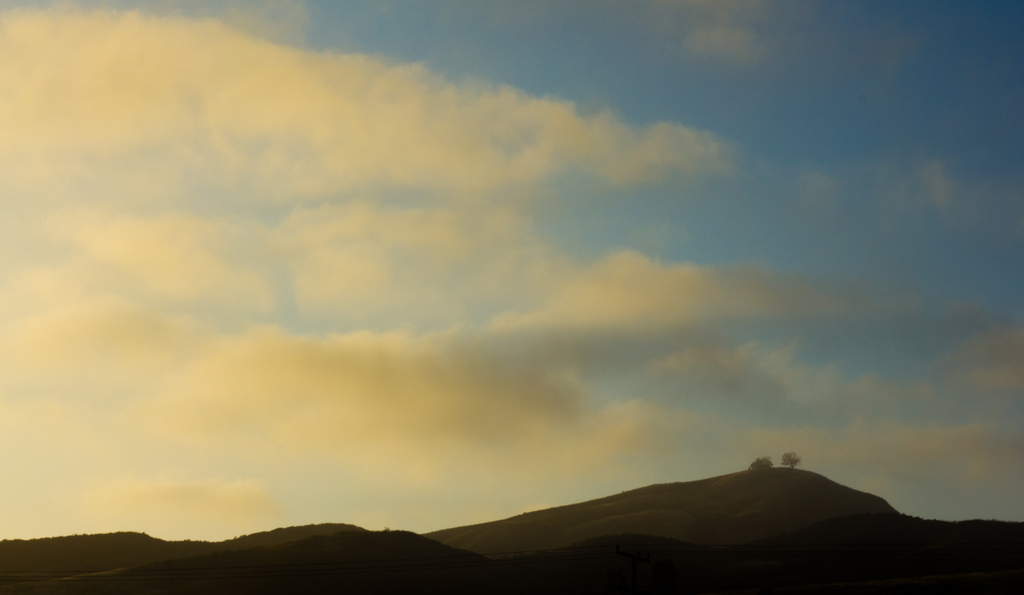
Two Trees, Ventura

Irgendwann im Jahr 1898 entstand die Legende der „Two Trees“. Einer dieser beiden Bäume ist aus der Baumgruppe, die ursprünglich von Joseph Sexton und seinem Nachbarn Owen Marron gepflanzt wurde. 1940 waren nur noch fünf Bäume übrig, nachdem Vandalen drei Bäume zerstörten. Fünf Bäume wurden wieder neu angepflanzt, bis 1956 Vandalen wiederum drei Bäume abholzten. Von den heutigen beiden ist nur einer der Bäume noch von 1898, der zweite ist ein Überbleibsel der 1940 Neuverpflanzten.
Von 1900 bis 1920 war Ventura landesweit die Nummer eins im Bohnenanbau; hauptsächlich die Limabohne ist hier zu erwähnen. Das County besitzt über 200 km² Anbaufläche. Die Hauptfeldfrucht, die heute in Ventura angebaut wird, ist die Erdbeere.
Als Geschenk an die Stadt weihten 1902 Senator Thomas Bard und der Arzt Cephas Bard das erste Krankenhaus der Stadt ein. Das Elizabeth Bard Memorial Hospital ist heute ein historisches Gebäude und wurde am 11. November 1977 vom National Register of Historic Places mit der Nummer 77000361 in die Register aufgenommen.

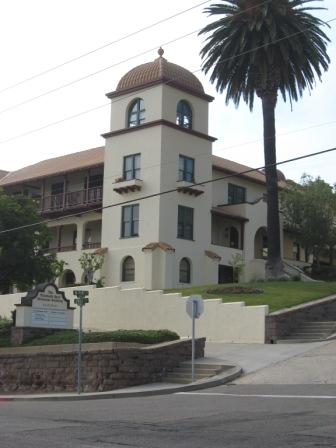
Das Elisabeth Bard Memorial Building in Ventura

1909 spendete der einflussreiche E. P. Foster ein Grundstück an die Stadt, um daraus ein Naherholungsgebiet für die Einwohner zu schaffen.
1913 wurde das Ventura County Courthouse, ein Gerichtsgebäude an der Poli Street, eröffnet und diente seiner Funktion bis weit in die 1960er. Heute ist es als Rathaus von Ventura bekannt.
Bedingt durch die Entdeckung von Rohöl 1914, wuchs Ventura durch die Geldeinnahmen der Ölquellen rapide. Spitzenförderung waren damals bis zu 10.404.000 Liter pro Tag. In den folgenden Jahren nach dem Zweiten Weltkrieg dehnte sich die Stadt weiter aus, bedingt durch die Hinzugewinnung von Kulturboden, die der landwirtschaftlichen Nutzung diente.
Als die Stadt 1960 an den U.S. Highway 101 angeschlossen wurde, verlor sie hierdurch viele Durchreisende, die vorher die Main Street benutzten. Erhebliche Einbußen im kommerziellen Tourismusgewerbe waren die Folge. Trotzdem blieb Ventura weithin bekannt für Gelegenheitsschnäppchen beim Antiquitätenkauf.
Nach Jahren des Wachstums verringerte sich die Ausdehnung der landschaftlich reizvollen Küstenstadt in den letzten Jahrzehnten.
2005 beschloss der Stadtrat einstimmig die Ausarbeitung eines Übersichtsplans, was die lokale ansässige Zeitung Ventura County Star hochlobend mit der Aussage pries, „Ventura sei ein Vorzeigemodell für andere Städte und Gemeinden“.

## Sehenswürdigkeiten & Tourismus
Ventura ist weitbekannt durch ihre Surfstrände. Von Besonderheit ausgestattet ist der Surfer's Point Ventura. Durch Küstenerosion bedingt, befand sich dieser Spot vom 7. September 2010 bis zum 27. Mai 2011 unter größerer Reparaturarbeit, gleichzeitig wurde der Surfstrand um etwa 30 Meter erweitert.

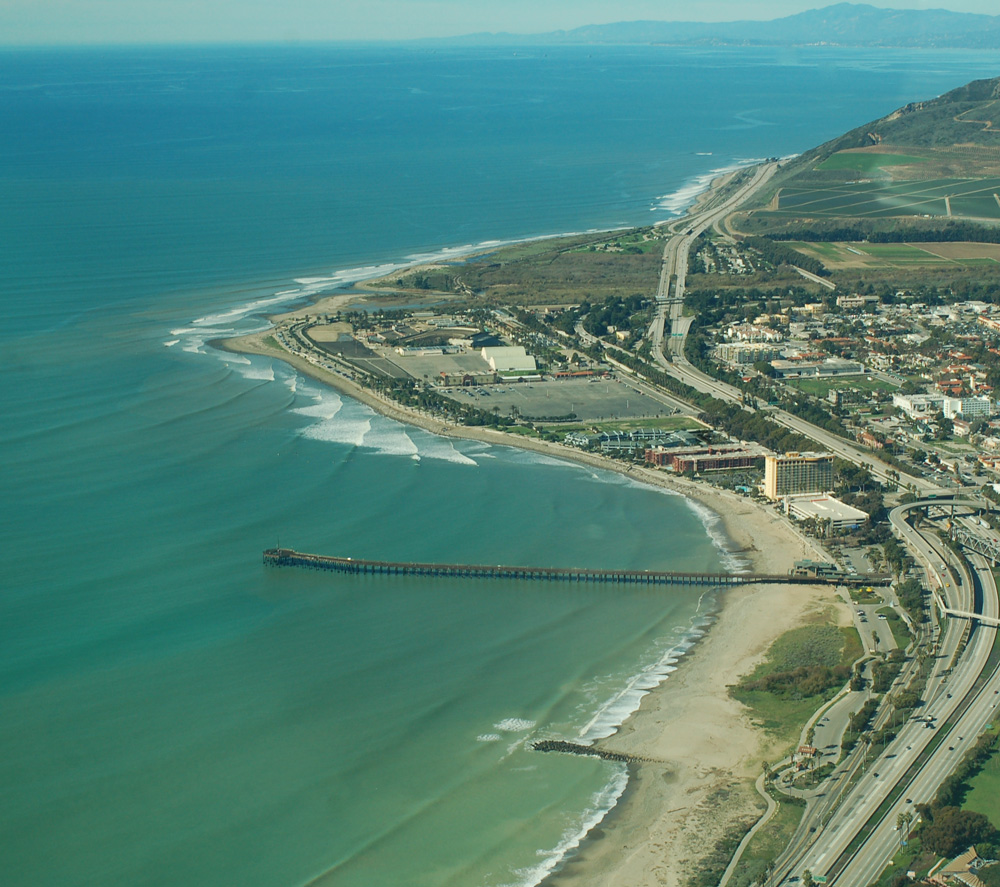
Ventura mit Blick auf Surfer's Point Ventura und dem 520 Meter langen Pier

Im Zentrum von Ventura befindet sich die Kapelle Mission San Buenaventura, die letzte Missionsgründung von Junípero Serra. Der ursprüngliche Plan der Gründung war für 1770 gedacht, wurde jedoch hinausgeschoben, weil in dieser Zeit nicht genügend, damals gesetzliche Militäreskorten, verfügbar waren. Nach einem Feuer 1793, wurde die ersterrichtete Kapelle größtenteils zerstört. Heute besteht nur noch ein kleiner Teil des Originals. Die Neuerrichtung dauerte ganze 16 Jahre. Es ist die, die heute noch steht.

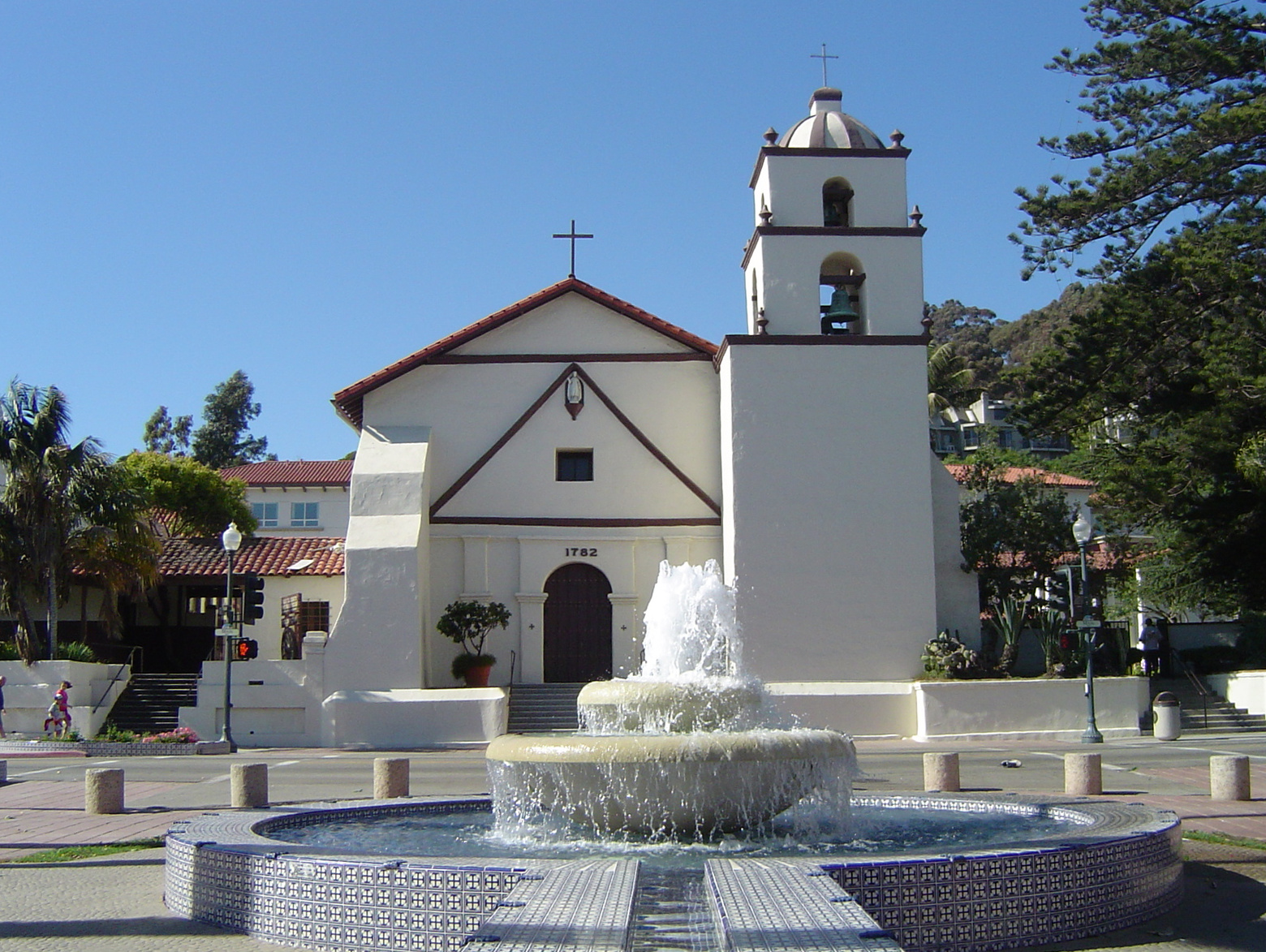
Außenansicht der Kapelle „Mission San Buenaventura“

In Ventura findet man genügend Freizeitbeschäftigungsmöglichkeiten, wie Restaurants, Clubs, Einkaufsgalerien und vieles mehr. Hauptanziehungspunkte sind hierfür die California Street und Main Street.
Eine weitere Sehenswürdigkeit, sind die sogenannten „Two Trees“, zwei Eukalypten die hoch oben auf einem Berg, von fast ganz Ventura aus zu sehen sind. Diese beiden Bäume sind für die Stadt inoffiziell ein Wahrzeichen.
Im Plaza Park Ventura steht einer der größten und ältesten Großblättrigen Feigenbäume der Vereinigten Staaten, der mit einer historischen Plakette gekürt ist.
Ebenfalls historisch, steht das heutige Museum und ehemalige Hazienda von Raimundo Olivas, Olivas Adobe am Olivas Park Drive. Es wurde am 24. Juli 1979 vom National Register of Historic Places mit der Nummer 79000570 in die Register aufgenommen.

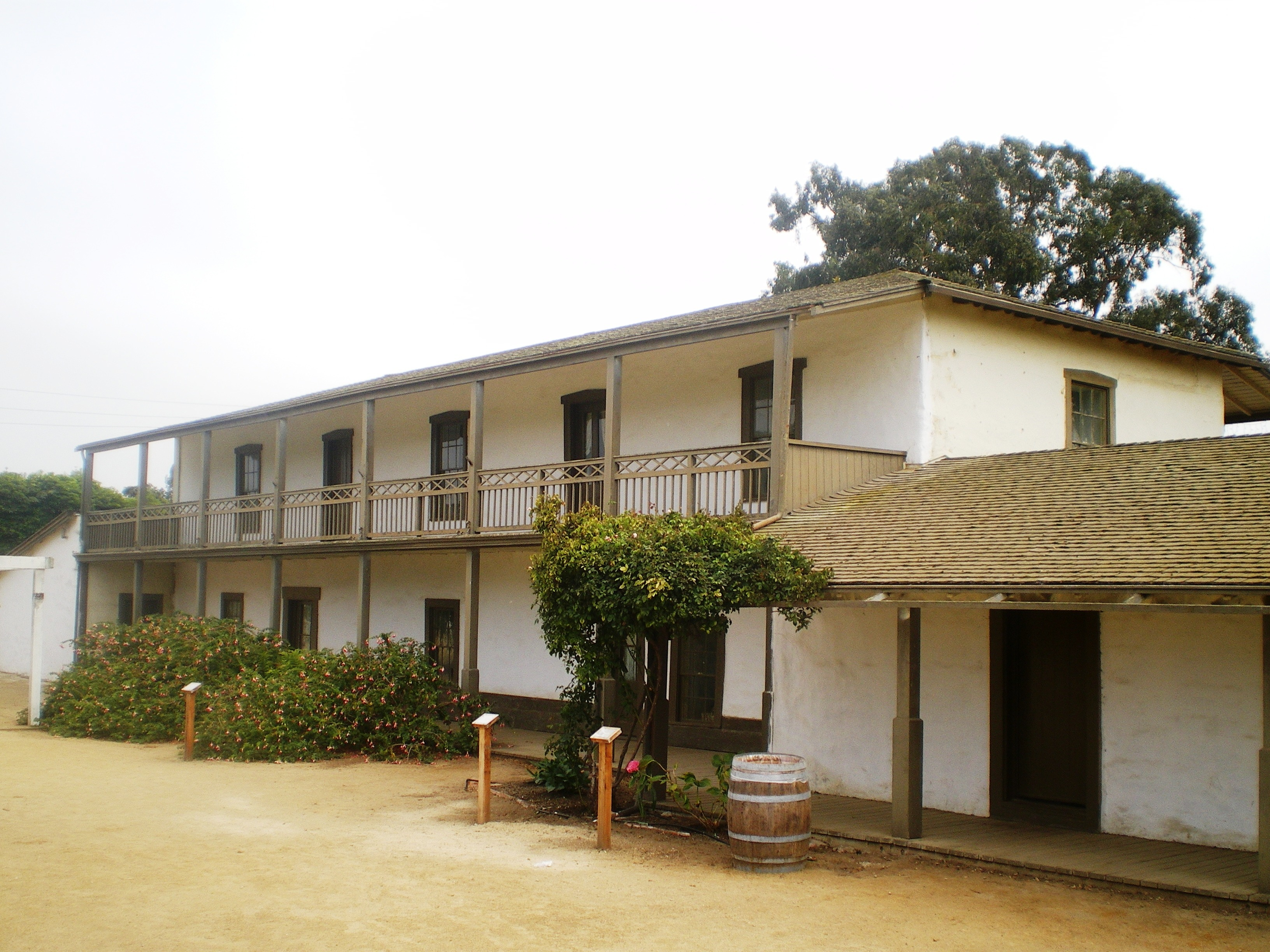
Die Hazienda Olivas Adobe

Einen weiteren Museumsabstecher bietet der Ventura County Museum of History & Art. Kunstwerke von historischen wie von regionalen und zeitgenössischen Künstlern sind hier ausgestellt. Hierzu zählen unter anderem Werke von Illustrator Henry Chapman Ford, die Objektkünstlerin Beatrice Wood, die Keramikkünstler Otto und Vivika Heino  und dem Fotografen Horace Bristol.
Der Hafen von Ventura ist geprägt vom Fischgewerbe. Fischgeschäfte, Fischrestaurants sowie Hotels finden sich Seite an Seite im mehr als 13 Hektar großen Areal von Ventura Harbor Village. Ein täglicher Fischmarkt findet ebenfalls statt. Auf dem Gelände des Ventura Harbor Village, befindet sich auch die Unternehmenszentrale des Channel-Islands-Nationalparks. Von hier aus finden täglich Schiffsfahrten zu den Channel Islands statt.
Ventura bietet mit dem San Buenaventura State Beach für Strandliebhaber ein abwechslungsreiches Angebot. Mit seinem Pier von 520 Metern Länge, gibt es hier eine Snackbar, ein Restaurant sowie ein Angelgeschäft.
Die Ventura County Fairgrounds sind Austragungsstätte vom jährlichen Ventura County Volksfest. Bekannte Musiker geben in den Fairgrounds auch ihre Konzerte zum Besten. Außerdem beherbergen die Fairgrounds den Derby Club, eine Pferderennsportveranstaltungsarena.

## Sonstiges

### Betriebssysteme
Der Computerhersteller Apple hat seine Betriebssystemversion im Jahr 2022 nach Ventura benannt: macOS Ventura.

### Filme
Teilweise war Ventura in der Vergangenheit Kulisse für Film- und Fernsehaufnahmen. Hier wurden unter anderem folgende Filme gedreht:
- 1974 – Chinatown, mit Jack Nicholson und Faye Dunaway
- 1996 – The Rock – Fels der Entscheidung, mit Sean Connery und Nicolas Cage
- 2000 – Erin Brockovich, mit Julia Roberts
- 2001 – Passwort: Swordfish, mit John Travolta
- 2004 – Aviator, mit Leonardo DiCaprio
- 2006 – Little Miss Sunshine, mit Abigail Breslin

## Söhne und Töchter der Stadt
- Joan McLagan (1922–2022), kanadische Schwimmerin
- Robert J. Lagomarsino (1926–2021), Politiker
- Chuck Smith (1927–2013), Prediger und Begründer der Calvary-Chapel-Bewegung
- Nancy Chaffee (1929–2002), Tennisspielerin
- Mike Larrabee (1933–2003), Sprinter und Olympiasieger
- Edward Winter (1937–2001), Schauspieler
- Joanne Brackeen (* 1938), Jazzpianistin
- Darrell Guder (* 1939), presbyterianischer Theologe, Missiologe und Autor
- John McCook (* 1944), Schauspieler
- Holly Gagnier (* 1958), Schauspielerin
- Candye Kane (1961–2016), Blues-Sängerin
- Bobby Ayala (* 1969), Baseballspieler
- Dave England (* 1969), Stuntman und Schauspieler
- Cory Kruseman (* 1970), Rennfahrer[14]
- Krista Allen (* 1971), Schauspielerin
- Mari Holden (* 1971), Radrennfahrerin, in Ventura aufgewachsen
- Matt Shakman (* 1975), Film- und Fernsehregisseur sowie Schauspieler
- Autumn Durald Arkapaw (* 1979), Kamerafrau
- Tyler Blanton (* 1981), Jazzmusiker
- Brooke Niles (* 1981), Beachvolleyballspielerin
- Ryan Slattery (* 1982), Schauspieler und Filmproduzent
- Michael Enfield (* 1983), Fußballspieler
- Ethan Klein (* 1985), Komiker und Podcaster
- Skin Diamond (* 1987), Pornodarstellerin
- Miguel Ángel García (* 1987), Profiboxer
- Kyle (* 1993), Rapper
- Celera Barnes (* 1998), Sprinterin
- Matt Corral (* 1999), American-Football-Spieler